# Johann Zoph
Johann Zoph (15. října 1738, Toužim – 26. května 1812, Kadaň) byl rakouský císařsko-královský podmaršál a generální inspektor infanterie.

## Život
Český Němec, rakouský vojevůdce Johann Nepomuk Anton Ferdinand Zoph (dle matriky Zof) byl synem vrchnostenského písaře bádenských markrabat, vlastnících v Čechách panství Toužim a Ostrov, Johanna Zofa a jeho ženy Anny Magdaleny. 
Od 18 let sloužil v rakouské armádě, zpočátku v pluku hraběte Kristiána Mořice Königsegga (č. 16). Jako dobrovolník se s ním za sedmileté války účastnil vítězství nad pruským králem Fridrichem II. Velikým dne 12. srpna 1759 v bitvě u Kunersdorfu (dnes Kunowice) u Frankfurtu nad Odrou, pak v řadách uherského pěšího pluku hraběte Wolfganga Bethlena (č. 52) ve Slezsku pod polním zbrojmistrem Laudonem 23. června 1760 v bitvě u Landeshutu (dnes polská Kamienna Góra, 25 km od Sněžky) pomáhal zničit pruský sbor generála de La Motte-Fouquého. Pod maršálem Daunem sloužil za porážky 3. – 4. listopadu u Torgavy (Torgau) v saském Polabí. Ve sboru podmaršála barona Antona J. von Brentana-Cimarolliho se bil 6. července 1762 u slezského Adelsbachu (dnes polská Struga) severně od Broumova, kde byl odražen pruský generál Franz Karl Ludwig von Wied zu Neuwied (1710–1765). 
Kolem roku 1763 přešel do Fabrisova pěšího pluku č. 15 rakouské armády, kde se po 16 letech služby stal plukovníkem. Na generálmajora povýšil v prosinci 1794 se zpětnou platností od 31. října 1791. Patrně se účastnil i války s Prusy o bavorské nástupnictví v letech 1778–1779 a nejspíš i rakouského angažmá (1788–1791) v původně ruské válce s Turky (1787–1792). Poté od roku 1792 do roku 1801 bojoval proti Francii za Velké francouzské revoluce a 1. republiky. Jako rakouský plukovník velel 6. listopadu 1792 v bitvě u Jemappes poblíž Monsu. V letech 1793–1794 severozápadně od pevnosti Lucemburku bojoval proti francouzským, z lotrinské pevnosti v Longwy útočícím silám Moselské, pak Sambro-Máské armády, absolvoval čtyři bitvy u Arlonu, vesměs ve sboru podmaršála Jeana-Pierra de Beaulieua (1725–1819), zajišťujícího v Ardenách spojení mezi Prusy v Porýní a hlavní spojeneckou armádou prince Sasko-Koburského ve Flandrech a Pikardii. V britsko-holandsko-německo-rakouské koloně 22letého prince Viléma Frederika Oranžského se Zoph v Koburkově armádě bil 26. června 1794 proti divizím generálů Jean-Baptiste Klébera a A. Ch. Montaigua v západní části bojiště u Fleurusu; zde Francie ukončila intervenci 1. koalice a Rakousko navždy ztratilo dnešní Belgii. Jako generálmajor, velící uherským granátníkům, se Zoph účastnil Wurmserova dobytí města a pevnosti Mannheimu 21. listopadu 1795 na generálovi Montaiguovi. Poblíž pevnosti Landavy (Landau) u porýnského Rohrbachu 20. června 1796 jen s brigádou podlehl přesile dvou divizí generála L. A. Desaixe z Rýnsko-Moselské armády J. V. Moreaua. Proti ní Zoph s Hornorýnskou armádou M. Bailleta von Latoura podstoupil jihoněmecké tažení roku 1796, kdy se účastnil Moreauovy porážky 24. října u Schliengenu a dobytí Kehlu (proti Štrasburku) na generálovi Desaixovi 10. ledna 1797. Za to obdržel 20. ledna 1797 rytířský kříž Vojenského řádu Marie Terezie a k němu dle jeho stanov rytířský stav, spojený se zvláštní rentou (k vojenskému služnému), po své žádosti pak roku 1800 baronát, stav svobodných pánů von Zoph, a to s erbem šesticípé hvězdy (jak lze vidět na jeho náhrobku). 
Ve válce druhé koalice s Francií (1798–1802) působil jako c. k. podmaršál v čele rakouské 1. pěší divize v severní Itálii, kde 5. dubna 1799 u Verony s pomocí divize podmaršála prince Bedřicha Františka z Hohenzollern-Hechingenu (1757–1844) čelil divizi generála Jean-Mathieu-Philiberta Séruriera. Za ofenzívy rusko-rakouských vojsk A. V. Suvorova a M. B. Melase byl v dubnu 1799 krátce velitelem Brescie a za tažení spojenců na Milán, metropoli Cisalpinské republiky, s podmaršálem Ottem 27. dubna 1799 vybojoval předmostí na řece Addě vítězstvím u Cassana, kde u obcí Pozzo a Vaprio porazili divizi generála P. Greniera, osobně vedenou Moreauem. S Ottem též odrazil výpad Francouzů z citadely jinak spojenci obsazeného Milána, poté se spojeneckým předvojem generálporučíka Bagrationa přešel Pád na jih a krátce blokoval pevnost Tortonu, od níž byl odvolán asi kvůli koncentraci sil k odražení vojska J. V. Moreaua v 1. bitvě u Marenga 16. – 17. května 1799. Pak posílil obléhací sbor polního zbrojmistra P. Kraye u Mantovy, jež se vzdala 30. července 1799. Po jiném veliteli byl načas jejím guvernérem, poté se stal velitelem divize v Praze. Roku 1800 měl velet Moreauem poražené rakouské Dunajské armádě, leč velení nedostal a byl jmenován inspektorem pěchoty. Po míru v Lunéville 9. února 1801, jímž Rakousko z 2. koalice vystoupilo, byl po 45 letech služby jedné panovnici a čtyřem císařům dán do penze. Dožil v domě č.p. 74 na náměstí v Kadani, který jeho manželka Josephine 8. května 1805 koupila s poli a lukami za 20 000 zlatých. V Kadani zažil roku 1811 jak státní bankrot Rakouska (devalvaci měny na pětinu), tak i velký požár města, jenž postihl 291 objektů. Pravděpodobně tehdy patřil též k pohořelcům. 
Na městském hřbitově v Kadani má signovaný figurální náhrobek od pražského klasicistního sochaře Václava Prachnera i empírovou hrobku, kde spočívá též jeho syn Peter Josue († 1. ledna 1820 ve 25. roce života), nadporučík 6. kyrysnického pluku generála hraběte Ludwiga von Wallmoden-Gimborna (1769–1862), příštího maršála. Známa je též Zofova pozdní dcera, baronesa Pauline von Zoph († 20. srpna 1840 ve 36. roce života).